# Congregación de las Ursulinas Franciscanas
La Congregación de las Ursulinas Franciscanas (en inglés: Ursuline Franciscan Congregation) es un congregación religiosa católica femenina, de vida apostólica y de derecho pontificio, fundada en 1887 por el jesuita alemán Urban Stein, en Mangalore (India). A las religiosas de este instituto se les conoce como ursulinas franciscanas, y posponen a sus nombres las siglas U.F.S.

## Historia
La congregación fue fundada primero como una asociación de mujeres por el sacerdote jesuita alemán Urban Stein, el 10 de abril de 1887, en Mangalore (India), para ayudar a los sacerdotes en las diversas actividades pastorales y sociales de sus parroquias.
El instituto recibió la aprobación como congregación religiosa de derecho diocesano por el obispo de Mangalore, Vittore Rosario Fernandes, el 13 de mayo de 1934. Fue agregado a la Orden de los Frailes Menores Capuchinos el 16 de agosto de 1955. El papa Juan Pablo II elevó el instituto a congregación religiosa de derecho pontificio, mediante decretum laudis del 27 de enero de 1995.

## Organización
La Congregación de las Ursulinas Franciscanas es un instituto religioso de derecho pontificio y centralizado, cuyo gobierno es ejercido por una superiora general. La sede central se encuentra en Mangalore (India).
Las Ursulinas pasionistas se dedican a las actividades parroquiales. En 2017, el instituto contaba con 910 religiosas y 140 comunidades, presentes en Alemania, India, Italia y Tanzania.